# Luís Álvares Pinto
Luís Álvares Pinto (Recife, 1719 — 1789) foi um teórico musical, mestre de capela e compositor brasileiro do século XVIII.    

## Trajetória

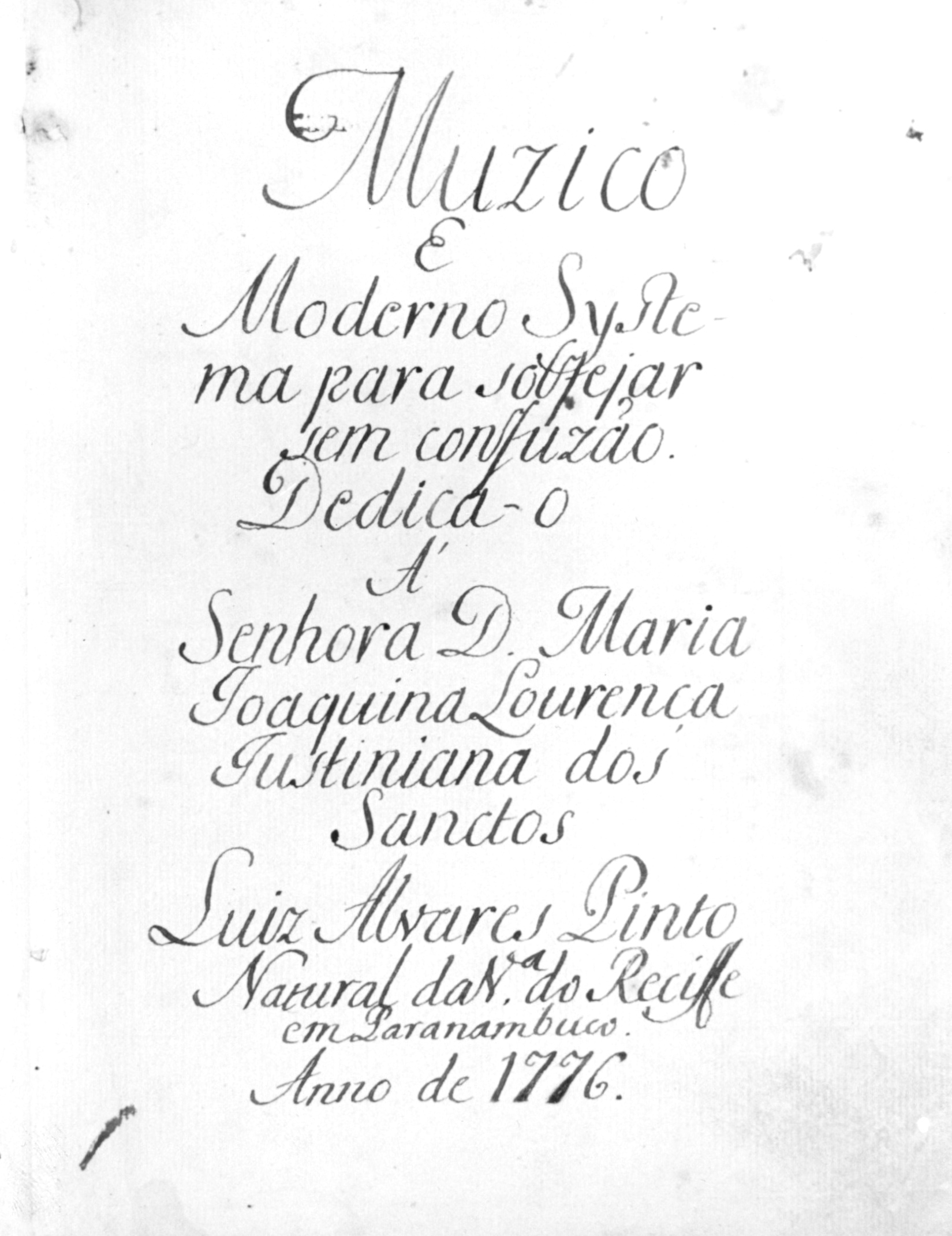
Muzico e Moderno Systema para Solfejar sem Confuzão, de Luís Álvares Pinto (Recife, 1776).

Foi um dos primeiros compositores nacionais a se aperfeiçoar na Europa. Em 1740 estudou contraponto em Lisboa com o órgão Henrique da Silva Esteves Negrão. Para se sustentar em Portugal ele tocava violoncelo na Capela Real, transcrevia partitura, dava aulas aos nobres e compunha.
Voltando a Recife, então casado com Ana Maria da Costa, escreveu o tratado teórico Arte de Solfejar (1761) com vinte e quatro lições de solfejo. Foi a segunda obra no gênero a ser escrita no Brasil, cujo original se encontra depositado na Biblioteca Nacional de Lisboa, tendo sido reeditado modernamente em 1977 pelo padre Jaime Diniz através da FUNARTE, junto com um estudo sobre a vida e obra do mestre. Em 1776 escreveu outra obra teórica, o Muzico e Moderno Systema para Solfejar sem Confuzão, hoje inteiramente transcrito por Paulo Castagna, estudado e disponibilizado online por Alexandre Cerqueira de Oliveira Röhl.
Em 1762 ingressou na Irmandade de Nossa Senhora do Livramento do Recife como mordomo e também foi mestre de capela da Igreja desta irmandade. Cargo este que também tinha sido de seu pai, Basílio Álvares Pinto. Em 1766 passa a ser escrivão da irmandade e no mesmo ano ingressa como soldado no Batalhão dos Homens Pardo. Em 15 de novembro de 1778 recebe a patente de Sargento Mor de Milícias onde posteriormente foi reformado. Em 1782 é nomeado mestre de capela da Concatedral de São Pedro dos Clérigos onde permaneceu no cargo até 1789. Funda a Irmandade de Santa Cecília sediada nesta catedral e composta por professores de música.
Também foi comediógrafo (escreveu a comédia em versos Amor mal correspondido), pintor e professor, sendo autor de um Dicionário pueril para uso dos meninos ou dos que principiam o abc e a soletrar dicções, publicado em Lisboa em 1784. 
É o patrono da cadeira de número 2 da Academia Brasileira de Música.

## Composições musicais
Relatos dão conta de seu prestígio em Lisboa e no Brasil e das muitas peças compostas por ele, sacras e profanas, mas de todas só restaram um Te Deum e uma Salve Regina, para vozes e orquestra. Em 1776 escreve cinco Divertimentos harmônicos para três a quatro vozes. Sendo eles 1. Beata Virgo; 2. Benedicta tu in mulieribus; 3. Quae est ista; 4. Eficieris gravida e 5. Oh! Pulchra es. Também escreveu as Lições de Solfejo para duas vozes, do Muzico e Moderno Systema para Solfejar sem Confuzão.[carece de fontes?]